# Berny-Rivière
Berny-Rivière è un comune francese di 626 abitanti situato nel dipartimento dell'Aisne della regione dell'Alta Francia.

## Società

### Evoluzione demografica
Abitanti censiti

## Luoghi e monumenti
Alcuni monumenti di questo comune sono classificati tra i monumenti storici del Patrimonio di Francia:

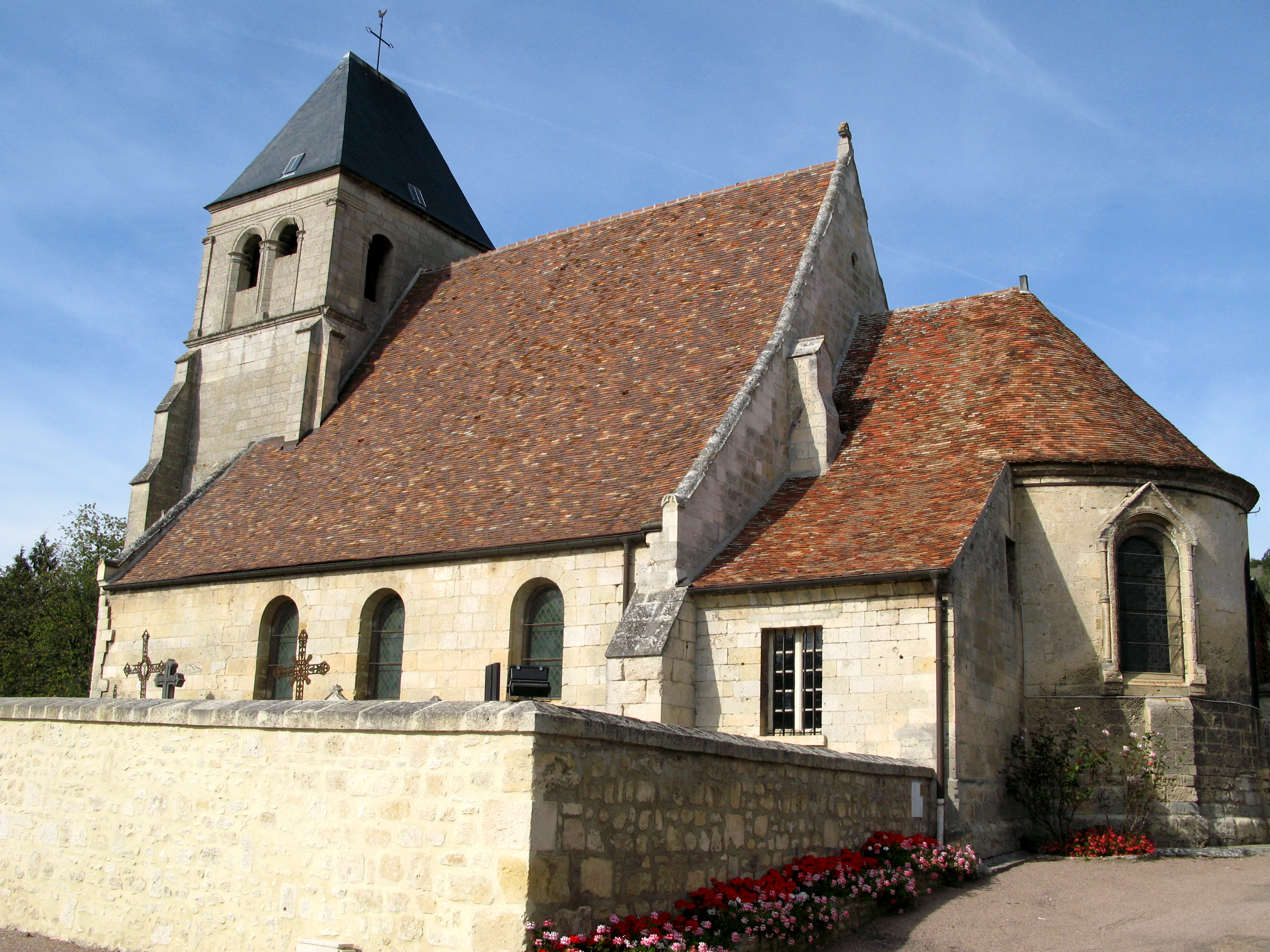
La chiesa di San Martino.
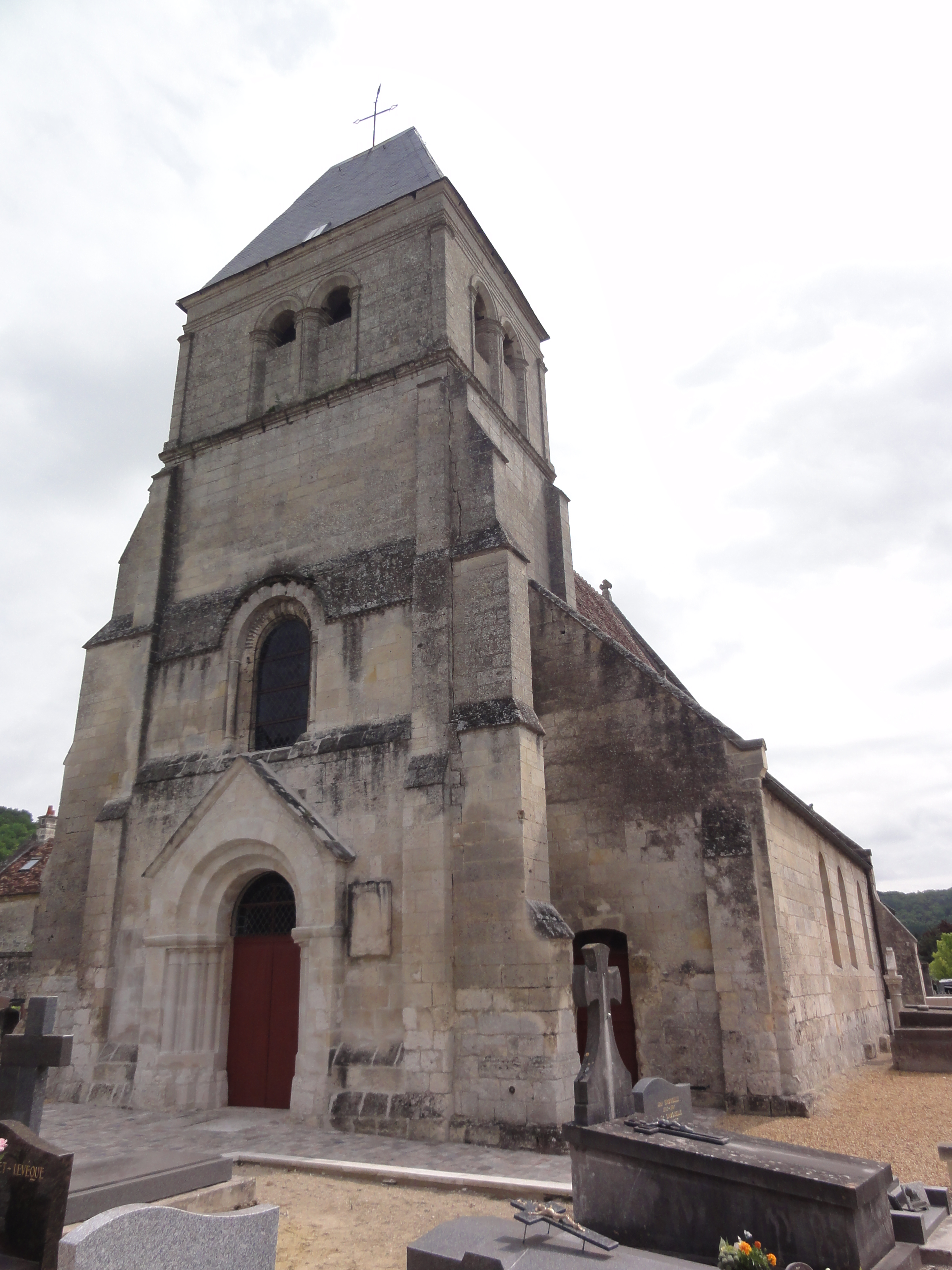
La torre della chiesa.
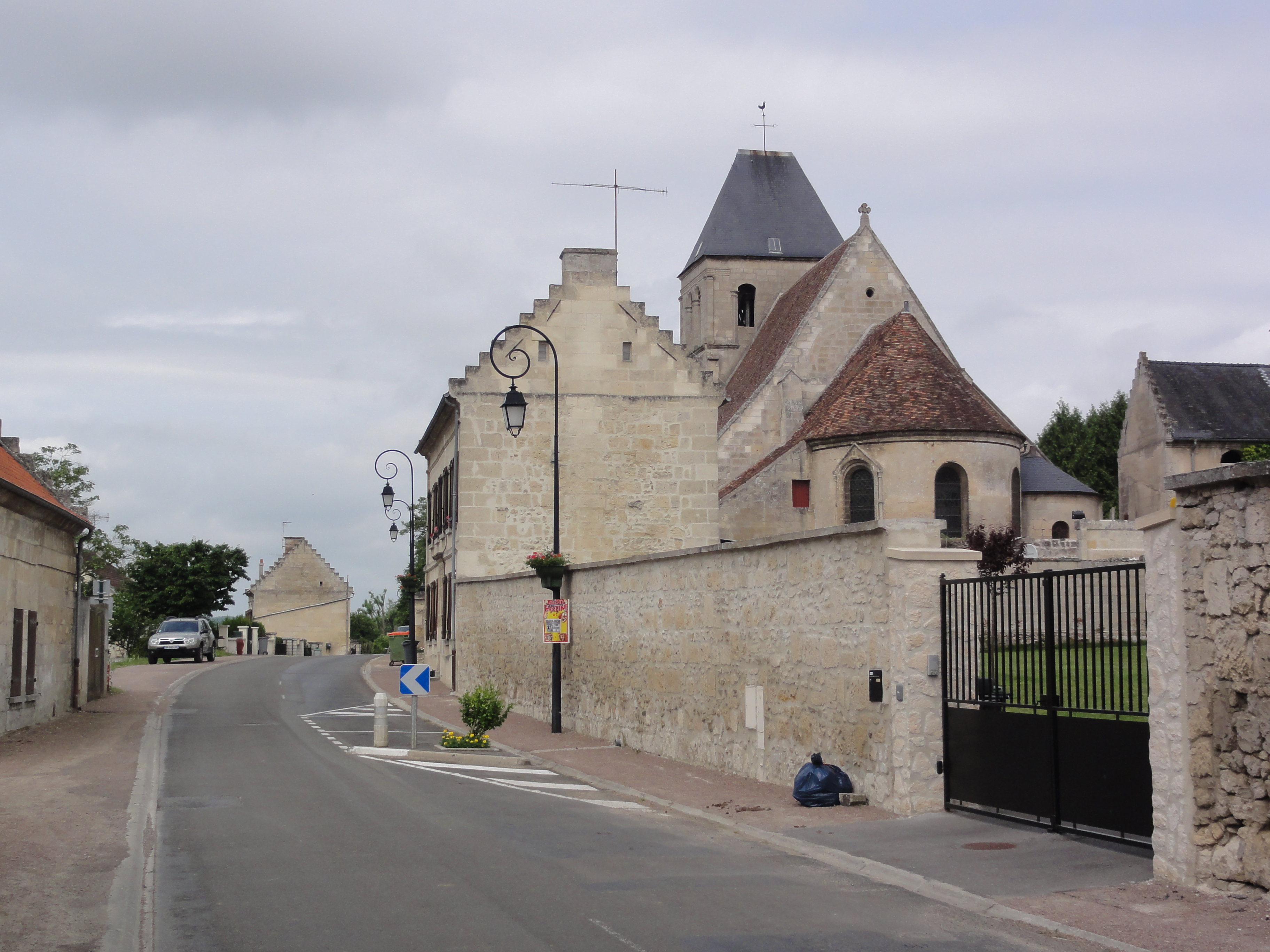
La chiesa sulla via.

- La chiesa dedicata a San Martino (Saint-Martin) risalente al XII secolo è classificata tra i monumenti storici dal 1927.
- Le rovine della fattoria di Confrécourt e le cave circostanti sono censite dal 1990. La fattoria fu costruita dai monaci nel IX secolo e fu usata come luogo di acquartieramento delle truppe dall'esercito francese durante la prima guerra mondiale.
- Rilevante per i suoi bassorilievi anche la cappella di Chapeaumont.